# James Kerguelen Robinson
James Kerguelen Robinson (11 mars 1859 - 1914) était un prospecteur australien qui fut la première personne née au sud de la convergence antarctique. Le col Robinson, situé en Antarctique occidentale, porte son nom.

## Vie
Robinson vit le jour en mars 1859 sur les îles Kerguelen, où ses parents, James William Robinson, capitaine et marin, et Jane Parsons Bentley, se trouvaient lors d’une expédition de chasse au phoque dans la convergence antarctique. Le deuxième prénom de Robinson, Kerguelen, vient de l'île sur laquelle il est né. Le col Robinson, en Antarctique, porte son nom,.
Il épousa Alice Maud Wakefield en 1889.
En 1914, Robinson mourut de déshydratation à Murchison, au cours d’une expédition de prospection dans le désert de l’ouest de l’Australie,,.